# Giulia Anania
Giulia Anania (Roma, 23 agosto 1984) è una cantautrice, scrittrice, paroliera e poetessa italiana.
È stata coautrice o autrice per diversi cantanti come Emma, Annalisa, Nek, Laura Pausini, Paola Turci, Malika Ayane ed Elodie.

## Biografia

### Gli inizi
Giulia Anania nasce a Roma. È figlia di Vincenzo Anania, magistrato e poeta,  che introdusse i concorsi di poesia, per il recupero dei detenuti tramite l'arte, nel carcere di Rebibbia. Questo impegno è stato da lei ripreso negli anni, organizzando eventi teatrali.
Adolescente, si dedica alla poesia ricevendo diversi riconoscimenti nazionali, alla musica, scrivendo testi e canzoni ispirandosi alla musica popolare italiana e alla scena indipendente americana, seguendo una vena talvolta rock, talvolta più acustica e melodica.

### La carriera letteraria ed i primi passi nel campo musicale
Tra il 2008 e il 2013 realizza cinque tour tra Francia e Spagna suonando anche per la prestigiosa rete televisiva France 3.
Dal 2007 al 2010 è l'ideatrice e direttrice artistica del festival multimediale itinerante a cadenza mensile SickMarylin dedicato alla creatività al femminile. Sempre nel 2007 partecipa e vince la V edizione del Labaro Rock Festival con il brano Adamo ed Eva. Partecipa a svariati festival e concorsi e nel 2008 è stata dichiarata Artista dell'anno al Maqueta Day e sempre nello stesso anno vince nella categoria Miglior musica alla X edizione del Premio nazionale "Un giorno insieme - Augusto Daolio - Città di Sulmona".
Scrive la musica e collabora al testo teatrale "Lampedusa". L'opera teatrale continua a girare anche oggi nei teatri di tutta Italia.
Il suo amore per la parola la porta a specializzarsi come paroliera. Ciò la condurrà a scrivere sia da sola che con diversi autori importanti nel panorama italiano, tra cui Dardust. Tra i brani scritti per altri cantanti, i più noti sono quelli per cantanti come Emma, per cui realizza il singolo Tra passione e lacrime, ed Annalisa, con l'inedito Non cambiare mai e il singolo Per una notte o per sempre. Scrive per svariati artisti del pop italiano, continuando nel frattempo a collaborare con artisti della scena indie e hip hop. Nel 2011 scrive anche per il cinema, infatti alcuni suoi brani fanno parte di due colonne sonore, in Come trovare nel modo giusto l'uomo sbagliato con gli inediti Big Bang Of Love e Sick Marylin ed Oggetti smarriti.

### 2012Sanremo Socialed il primo EP
Arriva al Festival Sanremo Social 2012 con La mail che non ti ho scritto. La canzone viene inclusa nella compilation Sanremo 2012 e conquista il Premio AFI.
Il 17 febbraio 2012 pubblica, con la casa discografica Universal, l'EP di debutto solista dal nome Giulia Anania nel quale è presente una cover di Gabriella Ferri, È scesa ormai la sera e altri 6 brani la maggior parte scritti dalla stessa Giulia, tra cui la proposta sanremese. Il produttore dell'ep è Matteo Cantaluppi. Il disco entra direttamente nella top 50 della Classifica FIMI Album ottenendo ottimi riscontri di critica e di pubblico. Inizierà una fase di promozione con concerti in tutta Italia, affiancati ad un periodo di studio e live in Irlanda tra Dublino, Galway e Cork.

### 2013-2015
Nel 2013 canta, scrive e compone la Sigla della webserie LSB.
Il 21 dicembre dello stesso anno è in scena con lo spettacolo Bella, Gabriella! in onore di Gabriella Ferri, ispirato dall'ammirazione di Anania per la Ferri. Si è svolto sia in Italia che all'estero, toccando in Europa sia Belgio che Francia. Sono stati riproposti sia i suoi maggiori successi sia i suoi lati b ed anche la lettura delle sue poesie e di quelle di altri artisti di ieri e di oggi. Il 21 novembre 2014 Giulia ripropone lo spettacolo in occasione della giornata mondiale dei diritti dei bambini. Nel 2015 scrive il testo per la cantante Annalisa, nel brano Se potessi, contenuto nell'ultimo album della cantante, Splende. È coautrice del singolo Lentissimo di Malika Ayane contenuto nell'album Naïf. Il 27 novembre 2015 viene pubblicato Adesso di Emma, nel quale è presente Io di te non ho paura brano scritto da Giulia con Sergio Vallarino e Marta Venturini ed estratto come terzo singolo dell'album il 22 gennaio 2016. Il 30 novembre esce in 40 paesi nel mondo il film La corrispondenza di Giuseppe Tornatore e nella sua colonna sonora è presente il brano Rudy Run, composto da Giulia Anania e Franco Eco.

### 2016-presente
Nel marzo 2016 nasce "Mazzabubù 2.0" da una idea di Giulia Anania al teatro Quirinetta di Roma con Giulia Anania ed Edoardo Pesce e l'orchestra di Bella Gabriella.
Nell'aprile 2016 compare come autrice nel primo album da solista di Alessio Bernabei Noi siamo infinito, con il brano Nell'istante di un addio assieme a Massimiliano Pelan e Fabio De Martino.
Il 25 novembre del 2016 entra in rotazione radiofonica il nuovo singolo di Giulia dal titolo RomaBombay, che vede la produzione artistica di Matteo Cantaluppi. il 2 dicembre Nek estrae il brano Differente  dal suo ultimo lavoro Unici scritto dalla stessa Anania.
Nel 2017 è autrice assieme a Paola Turci, Luca Chiaravalli e Davide Simonetta del brano Fatti bella per te cantato da Paola Turci al Festival di Sanremo 2017 con cui compone la maggior parte dei brani del suo album "Il secondo cuore", come il singolo "La vita che ho deciso" e il brano in romanesco "Ma dimme te" nel quale figura anche un cameo dell'attore Marco Giallini. 
Il 24 marzo presenta ufficialmente live al Monk di Roma il suo secondo disco Come l'oro (Bassa Fedeltà/Warner Chappell/Believe) con ospiti Paola Turci, Giorgio Tirabassi e il rapper Lucci, quest'ultimo presente anche in un brano del disco (Il volo), oltre a Er Pinto (Poeti del Trullo) e Michele Botrugno. Sempre nello stesso anno è autrice insieme a Jonny Lattimer e Marco Ciappelli del brano La gelosia contenuto nell'album di Elodie dal titolo Tutta colpa mia. Compone il singolo della cantante Federica Carta Molto più di un film insieme a Marta Venturini e la stessa Federica Carta. È autrice del brano Luna e l'altra contenuto nell'album Essere qui di Emma. 
Nel 2019 scrive con Zibba Il senso, secondo singolo dall'album Personale per Fiorella Mannoia. A ottobre 2020 esce il suo nuovo libro di poesie L'amore è un accollo ("Poesie quasi romantiche") per la Bizzarro/Red Star Press con la prefazione di Carlo Verdone.

## Discografia

### Extended play
| Anno | Titolo | Posizione massima     |
| Anno | Titolo | Classifica FIMI Album |
| ---- | --- | --------------------- |
| 2012 | Giulia Anania - Pubblicato: 17 febbraio 2012 - Etichetta: Universal Music - Formato: CD, Download digitale | 49                    |

### Singoli
- 2012 - La mail che non ti ho scritto
- 2012 - La bella stagione
- 2016 - RomaBombay
- 2017 - Le stelle cadono

### Album
- 2017 - Come l'oro

### Video musicali
- 2009 - Il Cigno
- 2010 - Ritratto di famiglia
- 2012 - La mail che non ti ho scritto
- 2012 - La bella stagione
- 2016 -  RomaBombay.
- 2017 -  Le stelle cadono.

### Colonne sonore
- 2011 - Come trovare nel modo giusto l'uomo sbagliato con i brani Big Bang Of Love e Sick Marylin[25]
- 2011 - Oggetti smarriti[26]
- 2018 - Mamma+mamma
- 2020 - Hangry Butterflies

## Tour
2006
- Tour De Rue con la band Barrio Acustico

## Filmografia
- 2008 - Cameo nel film di Paolo Virzì, Tutta la vita davanti (impersona un'artista di strada interpretando il suo brano Adamo ed Eva)[5]
- 2020 - Hangry Butterflies  (colonna sonora e comprimaria)

## Autrice e compositrice
Teatro
2009
- Lampedusa, Mare Migrante (opera teatrale; autrice e compositrice di musiche e testi)[4][10]
- Bella Gabriella

### Canzoni scritte per altri artisti
2011
- Tra passione e lacrime per Emma (scritto con Luca Angelosanti e Francesco Morettini; presente nell'album Sarò libera)

2012
- Non cambiare mai per Annalisa (scritto con Dardust; presente nell'album Mentre tutto cambia)
- Per una notte o per sempre per Annalisa (scritto con Marta Venturini, presente nell'album Mentre tutto cambia)

2014
- Vorrei vorrei per Deborah Iurato (scritto con Saverio Grandi; presente nell'album Libere)

2015
- Se potessi per Annalisa (scritto con Annalisa, Emiliano Cecere e Fabio Campedelli; presente nell'album Splende)
- Lentissimo per Malika Ayane (scritto con Malika Ayane, Pacifico, Cesare Chiodo e Bungaro; presente nell'album Naïf)
- Io di te non ho paura per Emma (scritto con Sergio Vallarino e Marta Venturini; presente nell'album Adesso)

2016
- Differente per Nek  (scritto con Nek, Luca Chiaravalli e Davide Simonetta; presente nell'album Unici)

2017
- La vita che ho deciso per Paola Turci  (scritto con Enzo Avitabile, Luca Chiaravalli e Paola Turci; presente nell'album Il secondo cuore)
- Ma dimme te per Paola Turci feat. Marco Giallini; (scritto con Paola Turci e Marta Venturini, presente nell'album Il secondo cuore)
- Tenerti la mano è la mia rivoluzione per Paola Turci  (scritto con Emiliano Bassi, Marta Venturini, Paola Turci e Luca Chiaravalli; presente nell'album Il secondo cuore)
- La fine dell'estate per Paola Turci  (scritto con Marta Venturini e Paola Turci; presente nell'album Il secondo cuore)
- Sublime per Paola Turci feat. Fink  (scritto con Paola Turci, Emiliano Bassi e Luca Chiaravalli; presente nell'album Il secondo cuore)
- Al posto giusto per Paola Turci  (scritto con Paola Turci, Andrea Bonomo e Luca Chiaravalli; presente nell'album Il secondo cuore)
- Fatti bella per te per Paola Turci (scritto con Davide Simonetta, Paola Turci e Luca Chiaravalli; presente nell'album Il secondo cuore)
- La gelosia per Elodie  (scritto con Marco Ciappelli; presente nell'album Tutta colpa mia)

2018
- Luna e l'altra per Emma (presente nell'album Essere qui)
- La soluzione per Laura Pausini  (scritto con Laura Pausini, Massimiliano Pelan, Fabio De Martino e Stefano Paviani; presente nell'album Fatti sentire)

2019
- Manifesto per Emma (album Fortuna)
- Il senso  per Fiorella Mannoia, con Zibba (album Personale)

2020
- Perdonare per Nek (scritto con Nek, Pagan, Cantero, Carboni)
- Bonsai per Annalisa (scritto con Annalisa e Davide Simonetta; presente nell'album Nuda)

## Libri e pubblicazioni
- Nessuno bussa, Zone Editrice, 2004,  p. 89, ISBN 88-900606-2-X, , 9788890060625[27].
- L'amore è un accollo[28], Bizzarro/Red Star Press, 2020,  pp. 96, ISBN 9788867182572.

## Premi e riconoscimenti
2004
- Premio Letterario Camaiore per il libro Nessuno bussa[4]

2005
- Premio della Critica Anna Magno al Festival di San Marino per la canzone Piccola droga[4]

2007
- Vincitrice della V edizione di Labaro Rock Festival con il brano Adamo ed Eva[6]

2008
- Artista dell'anno al Maqueta Day[7]
- Miglior musica alla X edizione del Premio nazionale "Un giorno insieme - Augusto Daolio - Città di Sulmona"[8][9]

2010
- Miglior Videoclip a MArteLive per Ritratto di famiglia[5]
- 2012 Premio AFI
- dal 2013 collabora con Enti pubblici e privati per la realizzazione di iniziative per promuovere la poesia,  spettacoli e tour con finalità sociali e solidali (emotional map, 2019 la calzetta sospesa, 2020 spettacoli improvvisi, 2020 pronto poesia)